# 4 18@escola.tp
O 4_18@escola.tp é cartão de passe escolar de Portugal. Este é um passe disponibilizado em Portugal, onde o Governo paga metade do valor mensal do passe, permitindo assim a utilização do passe na grande maioria dos transportes públicos portugueses, sempre com 25% de desconto em relação à tarifa normal.

## 25% de desconto
Os 25% de desconto são aplicados na aquisição do cartão identificativo (passe) do 4_18@escola.tp (porém se o aluno já tiver o cartão "Navegante" ou o "Andante" poderá trocar estes pelo cartão 4_18@escola.tp, no seu operador de transporte normal, mas se for portador de um passe normal de uma operadora de transporte público, essa mesma operadora coloca um autocolante identificativo do 4_18@escola.tp, sem qualquer custo para o estudante), outrora foi só permitido circular entre a casa e a escola, mas agora, funciona como os demais passes. O 50% só é aplicado ao escalão A.

## Alunos
O Passe 4_18@escola.tp destina-se a todos os alunos entre os 4 e 18 anos de idade, inclusive (o cartão funciona até ao fim do mês, em que o aluno faz 19 anos), que não frequentam o ensino superior (a universidade) e que não se beneficiam de qualquer transporte público da sua zona.

### Crianças menores de 6 anos
Para as crianças que sejam menores de 6 anos, até dia 31 de Dezembro de cada ano, não tem que apresentar qualquer declaração do estabelecimento de ensino.
Para os alunos beneficiarem com o cartão 4_18@escola.tp, deverão apresentar na respectiva operadora de transportes, o seu Bilhete de Identidade ou uma Cédula Pessoal, para verificação da sua idade, e deverá também apresentar uma conta da água, da luz, do gás, etc. do encarregado de educação ou um documento da Junta de Freguesia que comprove a residência do aluno.

## Transportes Públicos
Pelo cartão 4_18@escola.tp, estão abrangidos todos os transportes públicos colectivos de passageiros, rodoviários e fluviais (autocarros, barcos, etc), a nível nacional, bem como os transportes ferroviários urbanos e regionais. Também estarão abrangidos os transportes urbanos dos municípios que adiram ao projecto 4_18@escola.tp.

## Como Pedir
Para obter o o cartão 4_18@escola.tp, os alunos portugueses deverão obter uma declaração no seu estabelecimento de ensino, que comprove a sua matrícula naquela escola e que comprove também que não beneficia de qualquer transporte fornecido pelo município da sua área de residência. Deverão depois preencher uma requisição, a assinar pelo próprio aluno, ou pelo seu encarregado de educação, de forma a solicitar o 4_18@escola.tp (este documento encontra-se disponível nas empresas de transporte, assim como na internet).
Ambos os documentos (a declaração e a requisição), deverão ser entregues nas empresas de transportes competentes, que são responsáveis por atribuir o cartão 4_18@escola.tp e o passe com os 25% de desconto. 
No início de cada ano letivo, os alunos deverão voltar a pedir na sua escola uma declaração que prove que a freqüentam, e têm que a entregar novamente numa operadora de transporte, para voltar a ter direito aos 25% de desconto.
O cartão é válido por períodos de 4 anos, até ao fim do mês em que o aluno completa 19 anos de idade.

## Como utilizar
A partir da data que todos os documentos necessários forem entregues, a operadora de transporte deverá emitir o cartão 4_18@escola.tp, para atribuir aos alunos (por 1/4 do preço).
O cartão 4_18@escola.tp, utiliza-se exactamente da mesma maneira que (por exemplo), o passe Navegante.

## Vantagens
A única vantagem é o facto do passe custar 50% dos normais.

## Ligações Externas
- Decreto -Lei n.º 186/2008, que oficializou a criação do cartão